# Exulonyx
Exulonyx (лат.) — род мелких наездников подсемейства Microgastrinae из семейства Braconidae (Ichneumonoidea). Эндемик Южной Африки.

## Распространение
Южная Африка.

## Описание
Мелкие паразитические наездники. От близких родов отличается размером яйцеклада, чья длина  около 3/4 от размера задней голени, щетинки по всей длине; гипопигий склеротизированный, крупный, заострённый. Жгутик усика 16-члениковый. Нижнечелюстные щупики 5-члениковые, нижнегубные щупики состоят из 3 сегментов. Дыхальца первого брюшного тергиты находятся на латеротергитах. Паразитируют на гусеницах бабочек.

## Классификация
Род был впервые выделен американским энтомологом Уильямом Ричардом Мейсоном в 1981 году на основании типового вида Apanteles camma Nixon, 1965 (Exulonyx camma (Nixon, 1965)). Exulonyx принадлежит к подсемейству Microgastrinae и демонстрирует некоторое сходство с австралийским родом Miropotes.